# Heteroclytomorpha inaequalis
Heteroclytomorpha inaequalis là một loài bọ cánh cứng trong họ Cerambycidae.